# Stomaphis hirukawai
Stomaphis hirukawai är en insektsart. Stomaphis hirukawai ingår i släktet Stomaphis och familjen långrörsbladlöss. Inga underarter finns listade i Catalogue of Life.